# Creu de les Forces Aèries (Estats Units)
La Creu de les Forces Aèries (anglès: Air Force Cross – AFC) és la segona condecoració militar més alta de la Força Aèria dels Estats Units i la Força Espacial dels Estats Units per a aviadors i guardians que es distingeixen amb un heroisme extraordinari en combat amb una força armada enemiga. La medalla s'atorga a qualsevol persona, mentre serveix en qualsevol càrrec amb la Força Aèria o la Força Espacial, que es distingeixen per un heroisme extraordinari, sense justificar l'atorgament d'una Medalla d'Honor.
La Creu de la Força Aèria és equivalent a la Creu de Servei Distingit de l'Exèrcit, la Creu de la Marina del Servei Naval i la Creu de la Guàrdia Costera. Abans del 6 de juliol de 1960, els membres de la Força Aèria van rebre la Creu de Servei Distingit.

## Orígens
Originalment titulada "Creu de Servei Distingit (Força Aèria)", la Creu de la Força Aèria es va proposar per primera vegada el 1947 després de la creació de la Força Aèria dels Estats Units el setembre d'aquell any com a servei armat independent. La medalla va ser dissenyada per Eleanor Cox, una empleada de la Força Aèria, i va ser esculpida per Thomas Hudson Jones de l'Institut d'Heràldica de l'Exèrcit dels Estats Units.
La Creu de la Força Aèria va ser establerta per la Llei Pública (PL) 86-593 el 6 de juliol de 1960 i es va fer efectiva mitjançant una esmena al títol 10 USC, Secció 8742; 6 de juliol de 1960, per PL 86–593 al capítol 857, seccions 8742, 8744 i 8745 del títol 10, USC per substituir "Creu de la Força Aèria" per "Creu de servei distingit" i inserit "Creu de la Força Aèria" a Seccions 8748 i 8749. P Abans del 6 de juliol de 1960, els aviadors de la Força Aèria dels Estats Units van rebre la Creu de Servei Distingit.
Els concessions addicionals de la Creu de la Força Aèria estan anotats per manats de fulles de roure.

### Criteris d'adjudicació
Títol 10, Capítol 857, Secció 8742. Creu de la Força AèriaPremi
El President pot atorgar una creu de la Força Aèria de disseny adequat, amb cintes i accessoris, a una persona que, mentre presta serveis a la Força Aèria o a la Força Espacial, es distingeixi per un heroisme extraordinari que no justifiqui l'atorgament d'una Medalla d'Honor:
- mentre participava en una acció contra un enemic dels Estats Units;
- mentre participa en operacions militars que impliquen un conflicte amb una força estrangera contraria; o
- mentre serveix amb forces estrangeres amigues involucrades en un conflicte armat contra una força armada contraria en la qual els Estats Units no són una part bel·ligerant.[8][9]

La medalla sol ser presentada pel Secretari de la Força Aèria en una cerimònia formal al Pentàgon.

## Descripció
La medalla consisteix en una creu de bronze amb acabat setinat oxidat. Al centre de la creu hi ha una àguila calba americana banyada d'or, amb ales desplegades contra una formació de núvols (de la cresta del Segell del Departament de la Força Aèria) envoltada per una corona de llorer acabada en esmalt verd. El revers de la medalla està en blanc i es pot gravar amb lletres majúscules el rang del destinatari (abreujat), el nom, la inicial del segon, el cognom i la branca de servei.
La cinta (i la cinta de servei ) és de color blau bretanya, vorejada amb vermell, i porta una franja vertical blanca estreta dins de les vores vermelles. La cinta és gairebé idèntica a la de la Creu del Servei Distingit de l'Exèrcit, excepte la franja central blava més clara, que indica l'estreta connexió d'aquests concessions.

## Concessions
La primera concessió d'aquesta Creu de la Força Aèria es va concedir pòstumament al Major de la Força Aèria Rudolf Anderson, un pilot d'U-2, per un heroisme extraordinari durant la crisi dels míssils de Cuba.
A l'octubre de 2017, hi ha hagut 202 concessions de la Creu de la Força Aèria a 197 persones. Un premi, el primer concedit, va ser per accions en la crisi dels míssils cubans el 1962. Tres van ser atorgats retroactivament per accions a la Segona Guerra Mundial. Cent vuitanta van ser guardonats per heroisme a la Guerra del Vietnam i quatre per heroisme durant l'incident de Mayagüez de 1975 immediatament següent (a vegades es compten amb els concessions de la Guerra del Vietnam). Dos van ser atorgades per la Guerra del Golf de 1991 ; un, al socorrista de la USAF Timothy Wilkinson, per a la batalla de Mogadiscio de 1993 a Somàlia, i tres van ser guardonats per heroisme durant l'operació Anaconda a l'Afganistan el 2002, dos als socorristes de la USAF Keary Miller i Jason Cunningham i un al sergent tècnic de tàctiques especials John Chapman, un controlador de combat. Un va ser atorgat al controlador de combat Zachary Rhyner per accions a la vall de Shok, Afganistan, el 6 d'abril de 2008. Un altre va ser atorgat al MSgt Ivan Ruiz del pararescueman de la USAF per heroisme a la província de Kandahar, Afganistan, 10 de desembre de 2013.
El 17 d'octubre de 2017, es va concedir la Creu de la Força Aèria al sergent Richard Hunter, per accions contra els talibans a la província de Kunduz, a l'Afganistan, el 2 de novembre de 2016.
El 20 d'abril de 2017, el SSgt Chris Baradat va ser presentat amb la Creu de la Força Aèria per les seves accions a la vall de Sono, província de Kunar, el 6 d'abril de 2013, en aquell moment servint com a Controlador de Combat QRF amb el 21è Esquadró Expedicionari de Tàctiques Especials.
Cinquanta concessions han estat pòstums, inclosos 30 a membres desapareguts en acció. S'han atorgat vint-i-quatre a personal reclutat, inclosos 12 pararescatistes. Disset graduats de l'Acadèmia de la Força Aèria dels Estats Units han rebut el premi, i 13 van ser guardonats per conducta mentre eren presoner de guerra
Hi ha hagut cinc destinataris múltiples:
- James H. Kasler (tres concessions)
- John A. Dramesi (dos concessions)
- Leland T. Kennedy (dos concessions)
- Robinson Risner (dos concessions)
- Garry Gordon Cooper (dos concessions)